# Salinas (Puerto Rico)
Salinas község Puerto Ricóban. Lakosainak száma 25 789 fő (2020. április 1.).

## Népesség
A település népességének változása:
| Lakosok száma | 31 078 | 29 351 | 25 789 |
|               | 2010   | 2015   | 2020   |